# Оразмурадов, Сапармурад Аманмурадович
Сапармурад Аманмурадович Оразмурадов (туркм. Saparmyrat Amanmyradowiç Orazmyradow) — туркменский государственный деятель.

## Биография
Родился в 1962 году в городе Ашхабаде.
Образование высшее. В 1985 году окончил Туркменский институт народного хозяйства. По специальности — экономист.
1985—1987 — бухгалтер предприятия «Туркменкультторг» Министерства торговли ТССР.
1987—1992 — главный товаровед Гяурской заготовительно-торговой базы Министерства сельского хозяйства Туркменистана, заведующий магазином «Миве» Агроторговли при агропромышленном комбинате «Ашхабад», экспедитор, инженер по снабжению, инспектор по торговле Агроторговли, заведующий складом, заместитель директора по торговле оптово-заготовительной базы.
1992—2000 — заведующий складом, товаровед Ассоциации плодоовощной продукции в поселке Анау, заместитель председателя объединения торговли плодоовощной продукцией Ахалского велаята, начальник Гяурской базы оптово-розничной торговли.
2003—2008 — начальник Управления изучения рынков и внешнеэкономических связей Министерства промышленности строительных материалов Туркменистана.
2010—2013 — заместитель министра промышленности строительных материалов Туркменистана.
12.07.2013 — 11.09.2014 — временно исполняющий обязанности министра промышленности Туркменистана.
11.09.2014 — 08.01.2016 — министр промышленности Туркменистана.
8 января 2016 года уволен в связи с переходом на другую работу. Дальнейшая судьба неизвестна.

## Варианты транскрипции имени и фамилии
- Имя: Сапармырат
- Фамилия: Оразмырадов